# Bad Hersfelder Festspiele

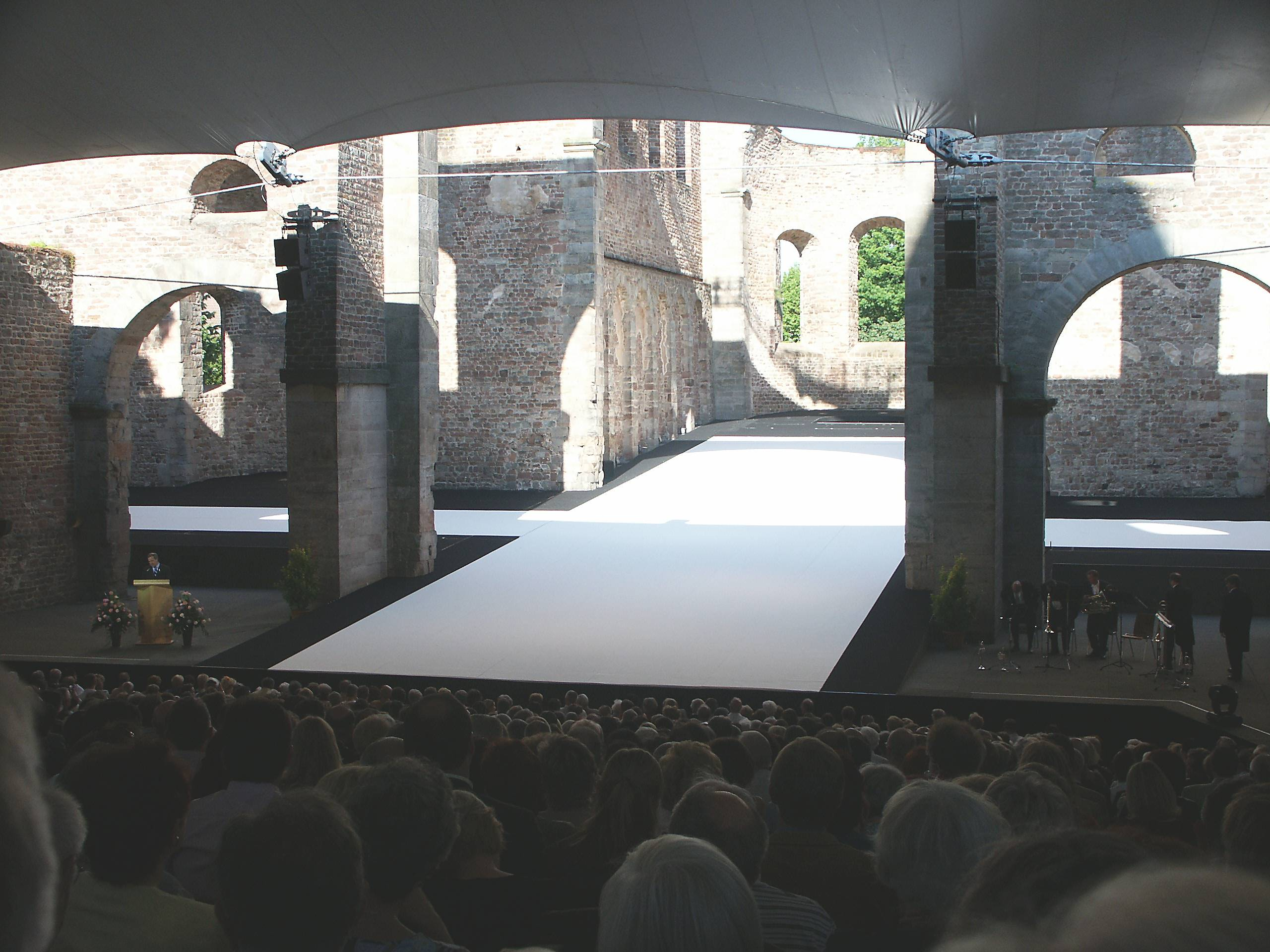
Die Festspielbühne in der Stiftsruine

Die Bad Hersfelder Festspiele finden jährlich von Anfang Juli bis Anfang September in Bad Hersfeld statt.
Auf der 1400 m² großen Bühne in der Stiftsruine werden Schauspiel, Musical sowie Theateraufführungen für die ganze Familie gezeigt. Die Bestuhlung bietet derzeit rund 1300 Zuschauern Platz. Das mobile Dach über dem Zuschauerraum der Stiftsruine macht Aufführungen bei jedem Wetter möglich. Zudem wird ein komödiantisches Theaterstück auf einer Freilichtbühne im Innenhof des Schlosses Eichhof aufgeführt.

## Anfänge
Nachdem die Stiftskirche von Hersfeld im Jahre 1761 bei einem Brand zerstört worden war, war der Sakralbau schon während der Sturm-und-Drang-Zeit Veranstaltungsort von Feiern mit Musik und Chören sowie gelegentlichen Theateraufführungen. Diese wurden von den Hersfelder Bürgern organisiert. Im Vormärz fanden in der Ruine politische Kundgebungen und Versammlungen statt.
Mit dem Bau der Kaserne (heute Finanzamt) 1864 wurde der Stiftsbezirk Kasernengelände, somit gab es erst 1871 wieder Aufführungen. Es fanden vaterländische Spiele und Gedenkfeiern zum Sedantag statt. In den folgenden Jahren wurden auch Romanhandlungen von Gustav Freytag und Ernst von Wildenbruch organisiert. Des Weiteren gab es frühe Filmvorführungen (Praxinoskop), zum Beispiel über die Rettung Hersfelds durch Oberstleutnant Johann Baptiste Lingg im Jahre 1807.
Aufgrund dieser Laienspieltradition versuchte 1896 der Direktor des Hersfelder Gymnasiums, Konrad Duden, Volksfestspiele zu etablieren. Dies scheiterte zwar, aber aufgrund dieser Initiative wurde 1902 der Festspielverein Hersfeld e. V. gegründet. Dieser Verein brachte Stücke mit regionalem Bezug zur Aufführung, die nur für die Stiftsruine geschrieben wurden. Das waren zum Beispiel Bruder Lolls, Der Abt von Hersfeld, aber auch unabhängig vom Festspielverein 1928 das Stück Vitalisnacht. In dieser Zeit entdeckte der Musikpädagoge des Gymnasiums, Alfred Fischer, die gute Akustik in der Stiftsruine und brachte von 1919 bis 1939 insgesamt dreizehn Mal das musikalische Melodrama Das Hexenlied (geschrieben von Ernst von Wildenbruch) zur Aufführung. Das Melodram inszenierte er für die Abendstunden bei Fackelbeleuchtung. Fischer brachte 1919 Die Jahreszeiten, 1927 Die erste Walpurgisnacht und 1932 Die Schöpfung zur Aufführung. Durch den sich entwickelnden Kurbetrieb wurde die Ruine auch für Konzertaufführungen genutzt.
Die 1930er Jahre waren geprägt von mystifizierenden Heimat- und Schollenspielen. So wurde zum Stadtjubiläum 1936 das Stück der Heilige Grund (ein szenisches Spiel von Karl Schmidt) aufgeführt. Im Mai 1936 brachte der Intendant Franz Ulbrich (auch Intendant des Staatstheaters in Berlin und ehemaliger Intendant des Nationaltheaters und der Festspiele in Weimar) Faust I vor 3000 Zuschauern zur Aufführung, gefolgt im August 1936 von Stationen aus Faust I und Faust II. Die Aufführungen im August 1936 unter der Leitung von Wilhelm Leyhausen wurden schon als Festspiele bezeichnet, bei denen auch eine Gruppe Berliner Schauspieler anreiste. Das Stück Die Stunde des Kaisers (geschrieben von Erich Brauer unter musikalischer Leitung von Hans Pretsch) fand mit Schauspielern aus Berlin und München statt. Der Berliner Sprechchor führte das Stück Der gefesselte Prometheus von Aischylos auf. Auch Szenen aus Pandora sowie Musikstücke von Schubert, Hebbel und Beethoven wurden gespielt.
Im Zweiten Weltkrieg gab es keine Aufführungen in der Stiftsruine. Aber schon wenige Monate nach Kriegsende begann das kulturelle Leben in der Stadt erneut, mit Konzerten in der Stadthalle. Von 1946 bis 1948 gastierte hier das Staatstheater Kassel dauerhaft. 1947 wurde die Stiftsruine für Gottesdienste im Freien genutzt und im September 1949 fand eine Goethe-Festspielwoche zum 200. Geburtstag Goethes statt. Sie wurden von wenigen kulturinteressierten Bürgern initiiert. Der Intendant war Franz Ulbrich (zu dieser Zeit Regisseur in Kassel). Diese Festspielwoche gilt als Geburtsstunde des noch heute stattfindenden Festspiels.

## Spielzeiten der Festspiele

### 1951 bis 1959
Im Jahre 1951 wurde der Salzburger Johannes Klein als Intendant verpflichtet. Er war Schüler von Max Reinhardt. Klein und der Verein „Gesellschaft der Freunde der Stiftsruine“ gründeten die Festspiele nach dem Vorbild der Mysterienspiele von Salzburg. Klein verlieh seinen Aufführungen zusätzliche Dramatik, indem er die Atmosphäre der Stiftsruine in der Abenddämmerung nutzte. Bis Mitte der 1960er Jahre war es üblich, dass man nach der Aufführung die Ruine andächtig und ohne Applaus verließ.
Klein nutzte seine Verbindung nach Salzburg und brachte unter anderem die Schauspieler Lil Dagover, Paula Wessely, Hannsgeorg Laubenthal, Albin Skoda, Attila Hörbiger, Elisabeth Flickenschildt, Birgit Nilsson und Ida Ehre auf die größte Bretterbühne Deutschlands.

Seit 1952 finden die Festspiele unter der Schirmherrschaft des Bundespräsidenten statt und wurden in diesem Jahr von Theodor Heuss eröffnet. 1954 hielt er in der Stiftsruine eine Ansprache zum 25. Todestag von Hugo von Hofmannsthal. Die erste Oper Fidelio wurde 1953 aufgeführt. 1954 gab es erstmals vier Aufführungen. 1957 wurde Romeo und Julia vom deutschen, österreichischen und schweizerischen Fernsehen übertragen. 1958 eröffnete Willy Brandt die Festspiele und 1959, dem letzten Jahr von Kleins Intendanz, besuchte Winifred Wagner die Festspiele.

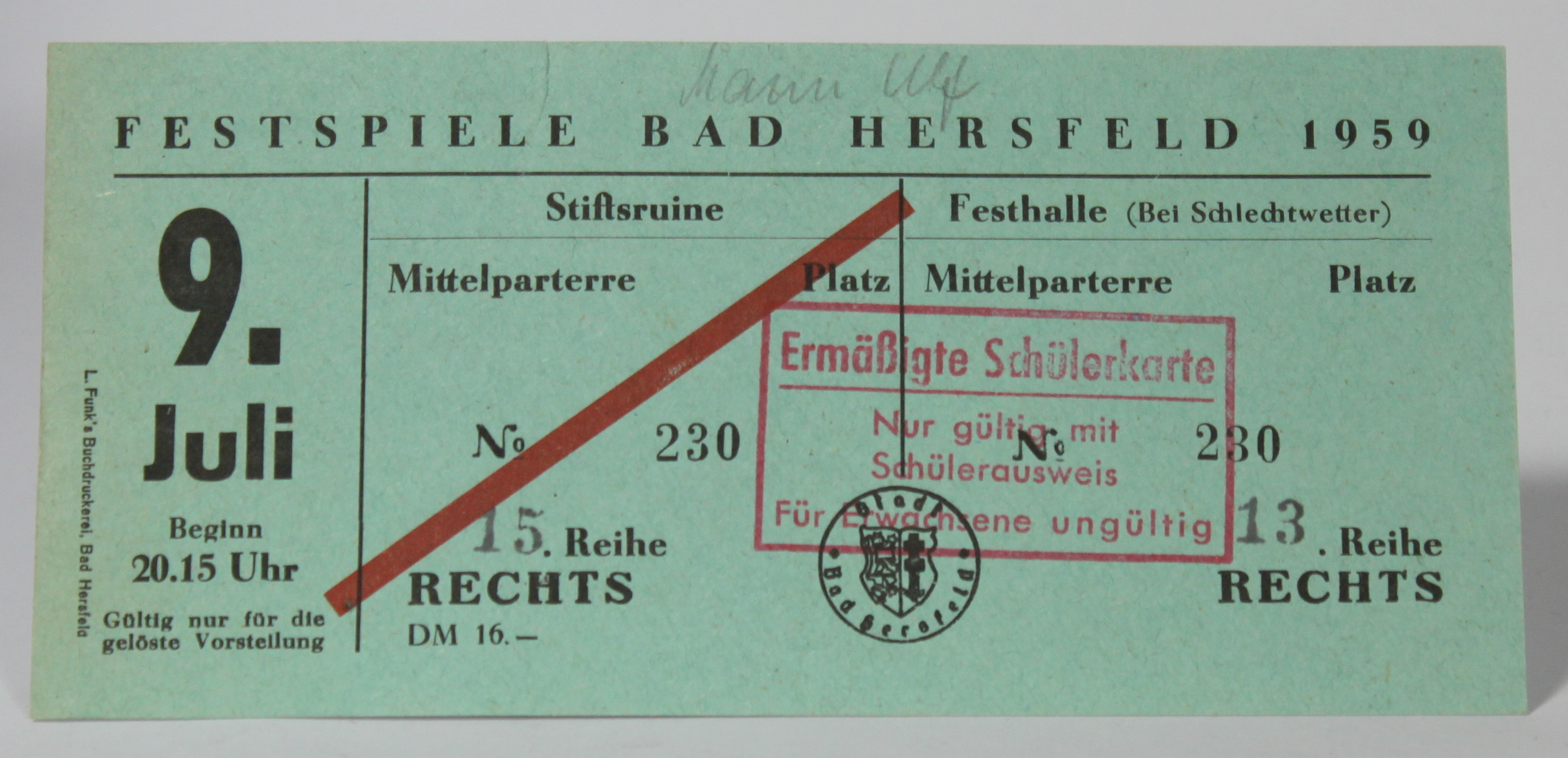
Eintrittskarte zu den Festspielen Bad Hersfeld für den 9. Juli 1959

### 1960 bis 1965
Ab 1960 übernahm der Hollywood-Regisseur William Dieterle die Intendanz. Dieterle holte in dieser Zeit unter anderen Bettina Feddersen, Hilde Krahl, Ruth Niehaus, Erika Pluhar, Witta Pohl und Klausjürgen Wussow nach Bad Hersfeld. Heinrich Lübke eröffnete 1960 die Festspiele und besuchte sie in den Jahren 1961 und 1963.
Dieterle brachte 1961 mit dem Sommernachtstraum von Shakespeare das erste Lustspiel auf die Bühne. Es war aber immer noch üblich, dass man in der Stiftsruine nicht applaudierte oder lachte.
Seit 1962 wird der Hersfeld-Preis jährlich von der Stadt Bad Hersfeld an Schauspieler verliehen.

### 1966 bis 1975
Mit dem Antritt von Ulrich Erfurth (Schüler von Gustaf Gründgens und Generalintendant der städtischen Bühnen in Frankfurt) 1966 als Intendant, wurde der Brauch, ohne Beifall aus der Stiftsruine zu gehen, beendet. In diesem Jahr stand im Programmheft: „Von der bisherigen Gepflogenheit, Beifallsäußerungen in der Stiftsruine zu unterlassen, möchten wir ab dieser Spielzeit Abstand nehmen.“
Erfurth erreichte mit der Komödie Was ihr wollt von Shakespeare mit Theo Lingen einen großen Erfolg. 1969 übernahm Gustav Heinemann die Schirmherrschaft und 1975, dem 25-jährigen Jubiläum der Festspiele, wurde Erfurth das Bundesverdienstkreuz verliehen.
In diesen Jahren konnte man auf der Bühne der Stiftsruine Theo Lingen, Götz George, Walter Giller, Volker Lechtenbrink, Karlheinz Böhm, Gerlinde Locker, Nicole Heesters und Will Quadflieg sehen.

### 1976 bis 1981
Der Intendant des Deutschen Theaters in Göttingen, Günther Fleckenstein, übernahm ab 1976 die Leitung der Festspiele. 1977, im Todesjahr von Carl Zuckmayer, hielt Fleckenstein eine Rede über Zuckmayers Werk und eine im Rahmen der Festspiele organisierte Zuckmayer-Ausstellung wurde von Alice Herdan, der Frau von Zuckmayer, eröffnet. 1978 eröffnete der Bundesratspräsident Gerhard Stoltenberg die Festspiele. In diesem Jahr gab es auch erstmals ein großes Rahmenprogramm um die Festspiele. Es wurden Festspielkonzerte veranstaltet und Ausstellungen, Straßentheater, Pantomime, Soireen, Matineen, Jazzabende und Kindertheater machten die Festspiele zu einer Veranstaltung, die in der ganzen Stadt gefeiert wurde (Hessisches Avignon). In seinem Abschiedsjahr 1981 brachte Fleckenstein mit Der Mann von La Mancha zum ersten Mal ein Musical auf die Bühne.
In dieser Zeit spielten hier Mario Adorf, Günter Strack, Friedrich Schütter, Frank Hoffmann und Sigmar Solbach.

### 1982
1982 wurde Reinhold Olszewski Intendant der Festspiele. Seine Intendanz sei, so Olszewski, der Höhepunkt seiner Karriere gewesen. Olszewski kam aus Santiago de Chile, wo er lange die Intendanz des dortigen Theaters innehatte. Er starb 1982 an Krebs, kurz nach seiner ersten Saison in Bad Hersfeld.

### 1983
Im Jahr 1983 wurde der Kabarettist, Schauspieler und Regisseur Hans Gerd Kübel kommissarischer Leiter der Festspiele. Im Mai 1983 demonstrierten 5.000 Menschen in der Stadt gegen ein Ehemaligentreffen von Soldaten der Waffen-SS. Zu den Unterstützern des Protestes gehörten auch Künstler aus dem für das Jahr verpflichteten Ensemble der Bad Hersfelder Festspiele. Der für die Festspiele verpflichtete Regisseur Imo Moszkowicz verlangte erfolglos vom Bad Hersfelder Bürgermeister Hartmut Henning Boehmer, das SS-Treffen zu verhindern, dem Protest schloss sich Hans Rosenthal im Rahmen seiner Dalli-Dalli-Sendung an.

### 1984 bis 1987
Karl Vibach, langjähriger Theaterleiter der Bühne in Lübeck und im Theater des Westens, übernahm von 1984 bis 1987 die Intendanz der Festspiele. Der Musicalspezialist brachte 1985 das Musical Anatevka mit großem Erfolg auf die Bühne. Der Vizeintendant Jochen Schmidt gründete ab 1986 das Freilichttheater Schloss Eichhof, das seitdem die zweite Bühne der Bad Hersfelder Festspiele ist.
In dieser Zeit spielten hier unter anderen auch Wolfgang Reichmann und Folker Bohnet.

### 1988 bis 1994
Der bisher erfolgreichste Intendant Peter Lotschak begann seine Arbeit 1988 in der Stiftsruine. Höhepunkte in dieser Zeit waren Der Kaufmann von Venedig, Cyrano de Bergerac unter der Regie von Jérôme Savary und mit dem Theatre National de Challiot und Antigone in einer Fassung von Martin Walser und Edgar Selge. Mit dem Musical Hair brachte Lotschak den Flair des Broadways in die Ruine. Im Jahre 1994 beendete Lotschak vorläufig seine Intendanz in Bad Hersfeld.
Neben vielen anderen sah man in dieser Zeit Hanna Burgwitz, Kurt Böwe, Hannes Granzer, Meike Harten, Anita Lochner und Karl-Heinz Martell auf der Hersfelder Bühne.

### 1995 bis 1997
Im Jahr 1995 übernahm Volker Lechtenbrink die Leitung der Bühne in Bad Hersfeld. Er brachte King Lear und das Musical Cabaret auf die Bühne. Auch das Stück Die Rattenfänger von Carl Zuckmayer unter der Regie von Günther Fleckenstein war ein Höhepunkt dieser Zeit. Seinen Abschied nahm Lechtenbrink 1997 mit dem Experiment The Rocky Horror Show in der Ruine.
Das Kindertheater wird in der Ruine seit 1996 aufgeführt. Den Anfang machte das Schauspielmärchen Der Räuber Hotzenplotz von Otfried Preußler, das nicht nur bei Kindern Anklang fand.
In dieser Zeit spielten hier Pia Douwes, Caroline Beil, Günter Heck, Ralf Novak, Witta Pohl, Stephan Kuno, Julia Richter, Hannes Wader, Jens Wawrczeck und Ralf Wolter.
1995 führte Lechtenbrink den Zuschauerpreis der Bad Hersfelder Festspiele ein.

### 1998
Im Jahr 1998 übernahm Ingo Waszerka die Leitung. Er inszenierte das Musikal The Black Rider von Robert Wilson, Tom Waits und William S. Burroughs. Auf die Bühne brachte er auch Die Tragödie von König Richard III., bei der Jérôme Savary Regie führte und Die Verschwörung des Fiesco zu Genua, bei der David Levin Regisseur war. Waszerka nahm wegen Differenzen mit der Stadt noch im gleichen Jahr seinen Abschied.
Er brachte neben vielen anderen auch Ilja Richter, Jürgen Mikol, Roland Schäfer, Albert Kitzl, Karl Kranzkowski auf die Hersfelder Festspielbühne.

### 1999 bis 2005
Im Jahr 1999 übernahm wieder Peter Lotschak die Leitung. Er brachte unter anderem das Musical Evita auf die Bühne. Inszeniert wurde es von Hans Gratzer. Die Evita wurde von Helen Schneider gespielt. Es ist die bisher erfolgreichste Aufführung der Festspiele.

### 2006 bis 2009
Die Wienerin Elke Hesse wurde 2006 Intendantin der Festspiele. Sie ließ unter anderem Faust I unter der Regie von Torsten Fischer aufführen. Die musikalische Leitung lag bei Konstantin Wecker und der Mephisto wurde von Rufus Beck gespielt. Weiterhin trat Axel Prahl als Mackie Messer in der Dreigroschenoper auf. 2007 stand Faust II (Regie: Torsten Fischer, Mephisto: Rufus Beck), Les Misérables (Regie: Helmuth Lohner), sowie Wie es euch gefällt (Regie: Philipp Kochheim) auf dem Spielplan. 2007 wurde auch die neue Spielstätte der Bad Hersfelder Festspiele im Keller des Grebe Hausrat & Eisenwaren Geschäfts am Linggplatz mit Frankensteins Monster von Friedrich Karl Waechter in der Regie von Michael Schachermaier eröffnet. 2008 gab es auf der großen Bühne Die Jungfrau von Orléans (Regie: Torsten Fischer), Jekyll and Hyde (Regie: Frank Alva Buecheler), Romeo und Julia (Regie: Arie Zinger), während auf der kleinen Freilichtbühne im Schloss Eichhof Minna von Barnhelm (Regie: Thomas Schendel) gezeigt wurde. In Hesses letzter Spielzeit 2009 wurde eine neue Dramatisierung der Odyssee (Regie: Torsten Fischer), West Side Story (Regie: Matthias Davids), Das Käthchen von Heilbronn (Regie: Johanna Schall) und im Schloss Eichhof Pension Schöller (Regie: Gerhard Alt) gezeigt.
Im Jahr 2008 eröffnete Bundespräsident Horst Köhler die Festspiele. Nach der Saison 2009 gab Horst Köhler bekannt, dass er die Schirmherrschaft der Festspiele niederlegt. Er beendete damit die 57 Jahre andauernde Schirmherrschaft des Bundespräsidenten bei den Festspielen.

### 2010 bis 2014
Von 2010 bis 2014 übernahm Holk Freytag die Intendanz der Festspiele.
Unter seiner Intendanz wurde aus dem Kinderstück ein Musical für die ganze Familie. Das Dschungelbuch war als erste Inszenierung dieser Art in der Stiftsruine 2011 so erfolgreich, dass es 2012 wieder aufgenommen wurde. 2013 wird Der Sturm nach Shakespeare für die ganze Familie mit Kindern ab 6 Jahre uraufgeführt. 2014 inszenierte Tobias Bungter gemeinsam mit Laura Quarg Don Quijote in der Stiftsruine.
Holk Freytag konnte zudem den Schauspieler und Regisseur Volker Lechtenbrink wieder für die Bad Hersfelder Festspiele gewinnen. Er spielte im Sommer 2012 unter der Regie von Holk Freytag den König Lear und inszenierte 2013 Die drei Musketiere in der Stiftsruine.
Für die Spielzeit 2014 konnte er die Schauspielerinnen Gerit Kling und Marie-Therese Futterknecht für das Schiller Drama Maria Stuart verpflichten. Als Welt-Uraufführung feiert in Bad Hersfeld der Erfolgsroman Die Wanderhure sein Bühnen-Debüt.
Freytag wurde im Juli 2014 fristlos durch den Bad Hersfelder Magistrat gekündigt. Unter dem Intendanten Dieter Wedel übernahm Freytag jedoch die Inszenierung von Kleists Der zerbrochne Krug (2015).

### 2015 bis 2017
Für die Spielzeiten von 2015 bis 2018 wurde Dieter Wedel als Intendant verpflichtet. Wedel ließ die Zuschauertribüne und Technik in der Stiftsruine erneuern und zusätzliche Ein- und Ausgänge schaffen; der Park wurde beleuchtet und um gastronomische Angebote erweitert.
Am 6. Juni 2015 wurden die 65. Festspiele von Hessens Ministerpräsident Volker Bouffier eröffnet. Eröffnungsstück war die von Wedel inszenierte Komödie der Irrungen, mit Darstellern wie Cosma Shiva Hagen, Sonja Kirchberger, Mathieu Carrière und Heinz Hoenig. Mit Sommernachts-Träumereien wurde erstmals ein Theaterstück im Park aufgeführt. Neben Schauspielern, wie André Eisermann und Markus Majowski, wirkten über 40 Laiendarsteller mit. Weitere Stücke waren Der zerbrochne Krug (mit Nina Petri unter der Regie des früheren Intendanten Holk Freytag) sowie das Musical Cabaret mit Helen Schneider und Judy Winter. Im Innenhof des Schlosses Eichhof wurden Verführen Sie doch bitte meine Frau! sowie der Datterich mit Helmut Markwort aufgeführt. Das Buchcafé war Aufführungsort für das Kinderstück Die Eule von Franziska Reichenbacher nach einem Märchen der Brüder Grimm.
Der Festspiel-Sommer 2016 wurde mit Konzerten von Johannes Oerding und Radio Doria eröffnet. Am 24. Juni 2016 feierte Arthur Millers Hexenjagd Premiere. Zum Ensemble gehörten Elisabeth Lanz, Richy Müller, Motsi Mabuse, André Hennicke und Horst Janson. Jasmin Tabatabai war mit Film-Sequenzen, die auf einer Videoleinwand gezeigt wurden, in das Stück integriert.
In Krabat spielten neben Anton Rubtsov, Peter Englert und Robert Joseph Bartl mehr als 100 Kinder und Jugendliche, darunter auch Flüchtlinge mit. Franziska Reichenbachers Regiedebüt Die goldene Gans wurde in einem Theaterzelt aufgeführt und auf der „Spielwiese“ Der Kredit von Jordi Galceran sowie Sommernachts-Träumereien in einer Wiederaufnahme. Auf Schloss Eichhof waren Unsere Frauen von Éric Assous und Laurel & Hardy von Tom McGrath zu sehen.

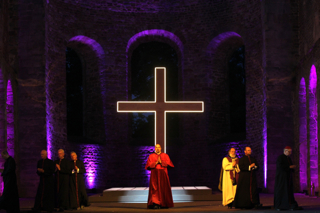
Robert Joseph Bartl in „Martin Luther – Der Anschlag“ 2017

Zudem war das Stück My Fair Lady mit Sandy Mölling, Cusch Jung und Ilja Richter als Musical zu sehen.
Neuinszenierungen der 67. Spielzeit (2017) waren Martin Luther – Der Anschlag, Titanic – Das Musical, Die 39 Stufen und für Kinder Das tapfere Schneiderlein; wiederaufgenommen wurden Hexenjagd und My Fair Lady.

### Seit 2018
Am 22. Januar 2018 erklärte Dieter Wedel seinen Rücktritt als Festspiel-Intendant, da es zu einer umfangreichen Berichterstattung zu seiner Person bezüglich sexueller Übergriffe auf Schauspielerinnen gekommen war.
Wedels bisheriger Stellvertreter Joern Hinkel übernahm zunächst kommissarisch die Intendantenrolle. Die von Wedel geplante Inszenierung Das Karlos-Komplott wurde aus dem Spielplan genommen. Stattdessen eröffneten die Festspiele am 6. Juli (bis 2. September) mit dem Stück Peer Gynt von Henrik Ibsen. In der Inszenierung wirkten u. a. André Hennicke, Christian Nickel, Nina Petri, Corinna Pohlmann, Anouschka Renzi, Claude-Oliver Rudolph, Pierre Sanoussi-Bliss und Andreas Schmidt-Schaller mit.
Außerdem präsentierte Joern Hinkel als neues Musical Hair in der Inszenierung von Gil Mehmert, und es gelang ihm die Rechte für die Deutsche Erstaufführung von Shakespeare in Love (Regie Antoine Uitdehaag) für die Bad Hersfelder Festspiele zu sichern. Er selbst inszenierte im Schloss Eichhof Indien. In der Stiftsruine wurde außerdem Franziska Reichenbachers Lenas Geheimnis für die ganze Familie aufgeführt.
Im Dezember 2018 wurde Joern Hinkels Vertrag als Intendant der Bad Hersfelder Festspiele bis zum Jahr 2022 verlängert.
In der Spielzeit 2019 inszenierte er Der Prozess von Franz Kafka in einer eigenen Fassung in der Stiftsruine. Als neues Musical kam Funny Girl von Stefan Huber auf die Bühne. Im Schloss Eichhof wurde A Long Way Down nach dem Roman von Nick Hornby in der Bühnenfassung von Bettina Wilts von Christian Nickel aufgeführt.
Die Festspiele 2020 wurden aufgrund der COVID-19-Pandemie abgesagt.
2021 und 2022 wurden in der Stiftsruine u. a. das Musical Goethe sowie das Schauspiel Club der toten Dichter inszeniert. 2023 wurde das Schauspiel Club der toten Dichter wieder aufgeführt. 2024 werden Die Dreigroschenoper, Wie im Himmel, das Musical A Chorus Line und Das kleine Gespenst gezeigt. Im August 2024 wurde bekanntgegeben, dass Elke Hesse ab der Spielzeit 2026 erneut die Intendanz der Festspiele übernehmen soll, nachdem sie zuvor von 2006 bis 2009 das Festival leitete.

## Opernfestspiele in der Stiftsruine
Von 1980 bis 2015 wurden durch Siegfried Heinrich und den Arbeitskreis für Musik e. V. jährlich zwei bis drei Opern zur Aufführung gebracht. Die Aufführungen fanden nach den Bad Hersfelder Festspielen, im August, statt. Höhepunkte waren Salome von Richard Strauss, Fidelio von Beethoven und Die Zauberflöte von Wolfgang Amadeus Mozart. Neben den namhaften Solisten treten gemeinsam der Hersfelder Festspielchor, Mitglieder des Frankfurter und Marburger Konzertchores sowie der Posener Bachchor auf.